# Салоу
Салоу (ісп. Salou, грец.Salauris) — місто і муніципалітет в Іспанії, входить у провінцію Таррагона у складі автономної області Каталонія. Муніципалітет знаходиться у складі району (комарки) Таррагунес. Займає площу 15,1 км². Населення — 27.016 чоловік (на 2010 рік).
Салоу — морський курорт і туристичний центр у Каталонії, Іспанія, розташований приблизно у 10 км від Таррагони на «Золотому березі» — Коста-Дораади і 92 км від Барселони. На віддаленні від нескінченної лінії пляжів, що змінюються на скелисті печери, бухти та мальовничі місцини, головна пам'ятка — величезний парк розваг Порт Авентура, що колись належав американській кінокомпанії Universal Studios.

## Історія
Греки та римляни використовували місто як порт, пізніше він знову грав важливу роль, коли у 1229 флот Хайме I Арагонського вийшов з порту міста Салоу, щоб завоювати Балеари, таким чином заснував Королевство Майорка і в 1286 Альфонс III Арагонський також вийшов з цього порту, щоб завоювати Менорку, останні мусульманські землі Балеарських островів. Пізніше Салоу став місцем базування піратів. 
Після цього це місто було визнано ненадійним, тому в 1530 Архієпископ Таррагонський вирішив побудувати нову оборонну башту, яка зараз називається Торре-Велья — «Стара Башта» (Torre Vella).
Поруч з містом знаходиться передмістя Вілафортуна з дорогими віллами за високими стінами.

## Пам'ятки
Салоу — туристична столиця Коста-Доради, завдяки наявності багатьох туристичних послуг і чудових пляжів. Завдяки м'якому середземноморському клімату Салоу є популярним місцем відпочинку. У місті є аквапарки і паркирозваг, наприклад «Порт Авентура» і аквапарк «Коста Карібе».

Парк «Салоу Променад» (Salou Promenade) — одна з найбільш мальовничих пам'яток Салоу, він розташований уздовж берегової лінії пляжу Льєвант (Llevant Beach), найбільшого пляжу в місті, таких як Платжа-де-Понент (Platja de Ponent), Платжа-дельс-Капельянс (Platja dels Capellans), Платжа-Льярга (Platja Llarga) і Кала-Кранкс (Cala Crancs). 
Реус — найближчий аеропорт Салоу (є регулярне автобусне сполучення з містом), після аеропорту міста Барселона.

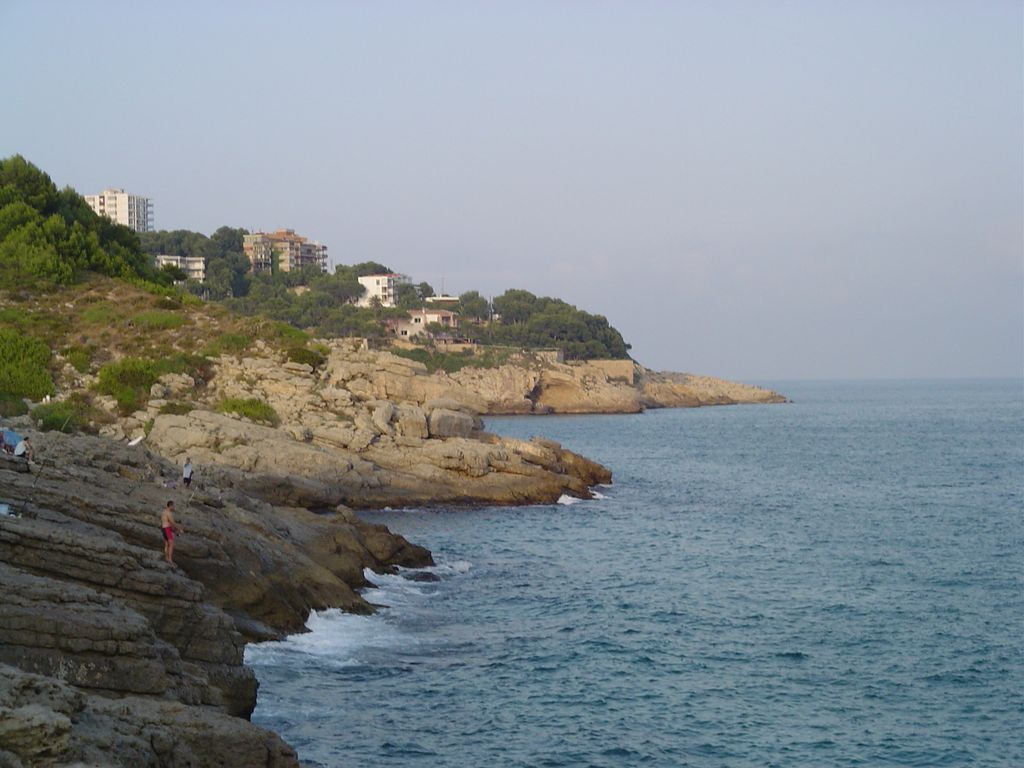
Околиці Салоу — узбережжя
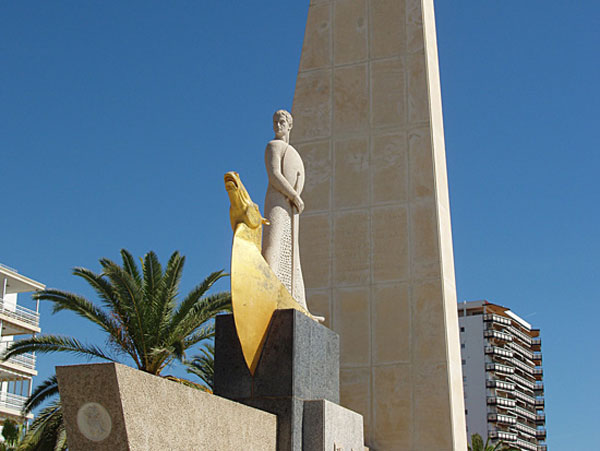
Монумент Хайме I в центрі Салоу
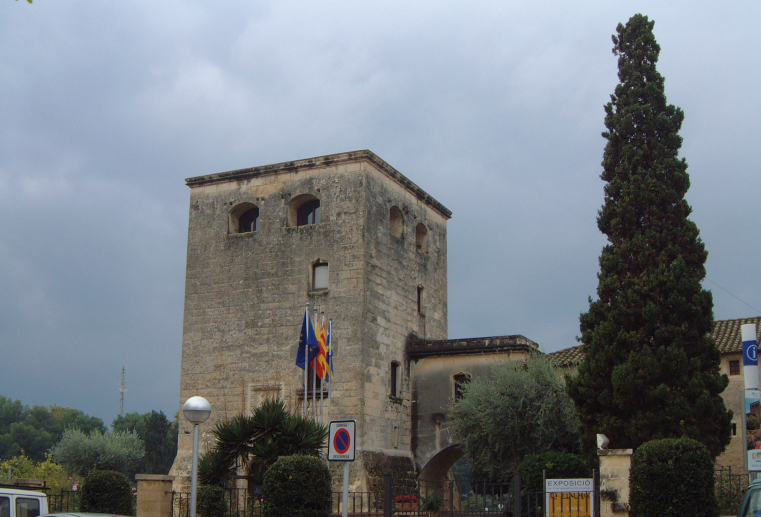
Фортеця «Torre Vella»
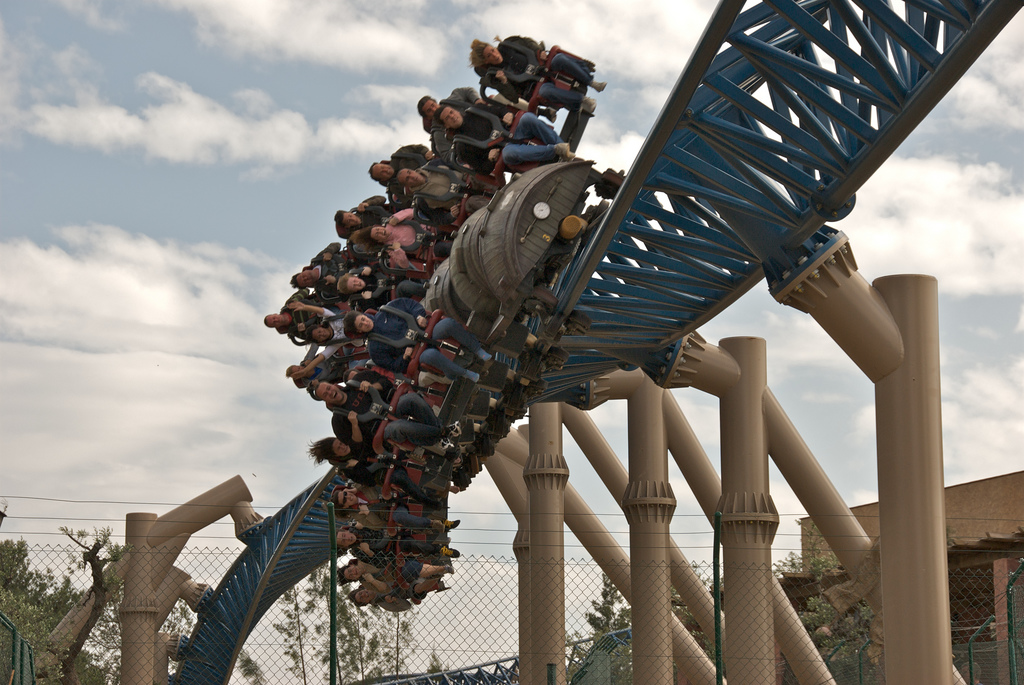
Атракціон Фьюріус Бейко
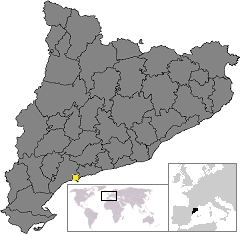
Розташування Салоу на карті Каталонії
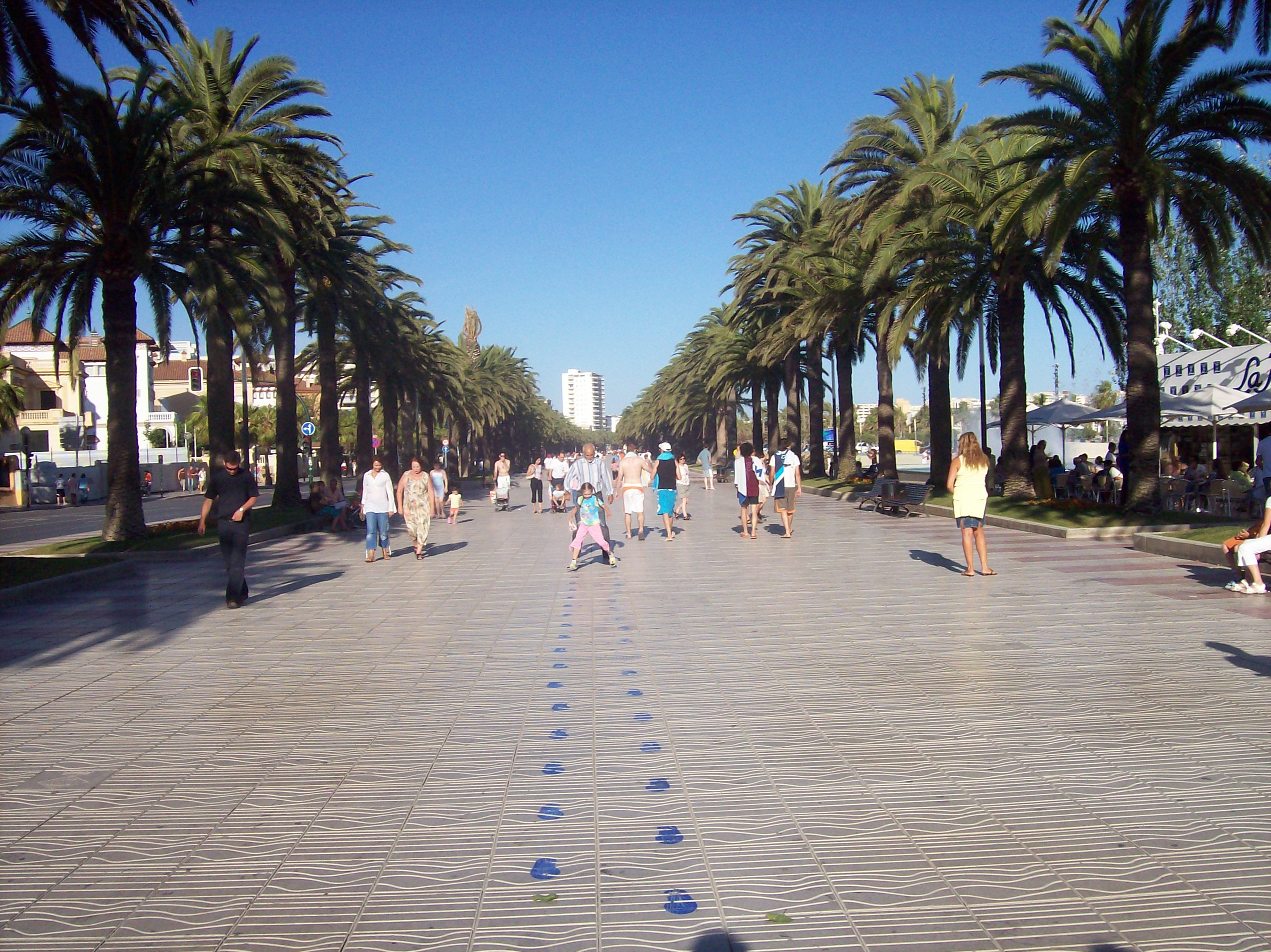
Бульвар вздовж узбережжя в Салоу